# Cortes de Pallás
Cortes de Pallás (Valencianisch: Cortes de Pallars) ist eine Gemeinde (municipio) in der spanischen Provinz Valencia mit 758 Einwohnern (Stand: 2024).

## Geografie
Cortes de Pallás liegt im Landesinneren der Valencianischen Gemeinschaft am Río Júcar (valencianisch: Xúquer) in einer Höhe von ca. 450 m. Der Júcar wird hier zur Embalse de Cortes de Pallás aufgestaut. Daneben befindet sich noch der Stausee Embalse de La Muela im Gemeindegebiet, die sich ebenfalls aus dem Júcar speist. Valencia befindet sich 60 Kilometer in ostnordöstlicher Richtung.

## Demografie
| 1340 | 2336 | 2040 | 1068 | 643 | 713 | 814 | 1054 | 758 |

## Sehenswürdigkeiten
- Höhlen

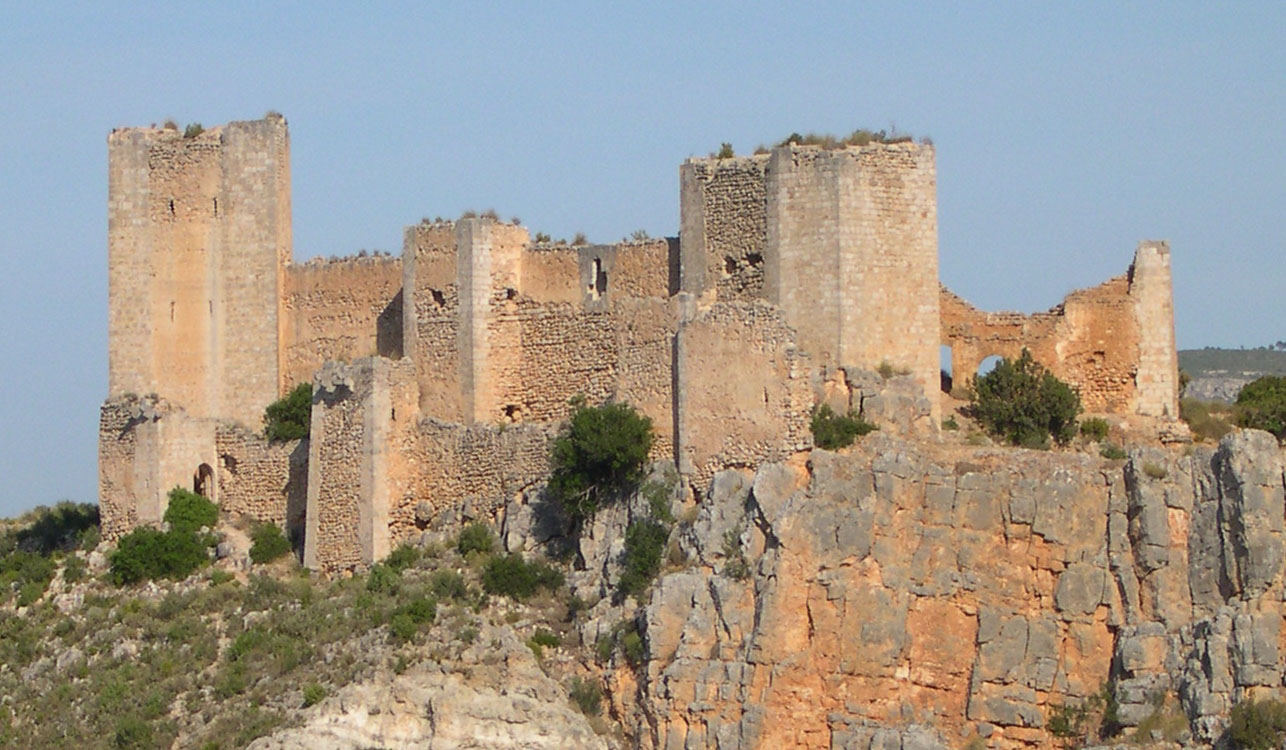
Burg von Chirel
- Burg von Ruaya
- Burg von Otonel
- Burg von La Pileta
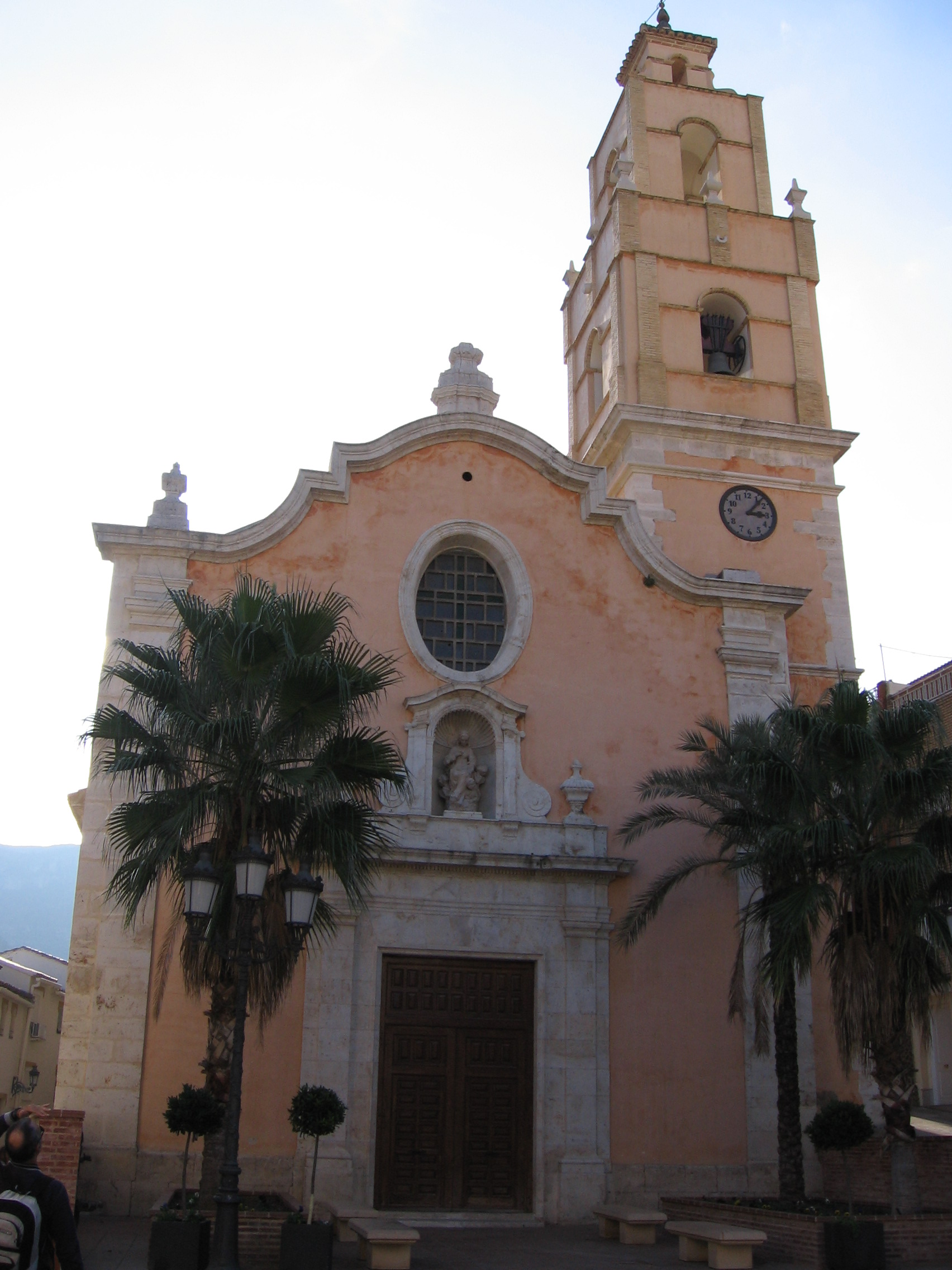
Marienkirche

- Burg von Chirel
- Marienkirche